# Башаринов, Анатолий Евгеньевич
Анатолий Евгеньевич Башаринов (1920—1978) — советский учёный-радиотехник, доктор технических наук, один из основателей научного направления в радиофизике — микроволнового дистанционного зондирования окружающей среды. Один из основателей ОКБ МЭИ (в самом ОКБ не работал).

## Биография
Родился в Москве 6 декабря 1920 года в семье служащего. Отец — экономист, мать — медицинский работник.
В 1938 году поступил на физический факультет Московского государственного университета, а после окончания, во время Великой Отечественной войны, был призван в армию.
Учился в военной академии в Свердловске, работал в научно-исследовательских организациях. Затем был направлен в Московский энергетический институт (МЭИ), где учился аспирантуре и преподавал на военной кафедре, вел научную работу в области статистической радиолокации.
В 1956 году А. Е. Башаринов по рекомендации академика В. А. Котельникова перешел на работу в Институт Радиотехники и Электроники (ИРЭ) АН СССР в лабораторию академика Юрия Борисовича Кобзарева.
В ИРЭ научная деятельность А. Е. Башаринова была связана со статистической радиотехникой применительно к теоретическим вопросам радиолокации. Им совместно с Б. С. Флейшманом была написана и опубликована монография «Методы статистического последовательного анализа и их приложения».
В 1959 году А. Е. Башаринов защитил докторскую диссертацию. Дальнейшая его работы была связана с вопросами СВЧ-излучений, низкотемпературных плазменных образований, атмосферных газов, облаков, планеты Венера и т. д. В 1968 и 1974 годах А. Е. Башариновым совместно с соавторами выпущены в издательстве «Советское Радио» монографии «Измерение тепловых и плазменных излучений в СВЧ-диапазоне», «СВЧ излучение низкотемпературной плазмы».
Одновременно с работой в ИРЭ АН СССР А. Е. Башаринов продолжал преподавать в МЭИ, где читал на РТФ МЭИ курсы «Основы радиолокации», «Радиотехнические системы»
По инициативе А. Е. Башаринова в начале 1960-х годов в ИРЭ АН СССР проводились работы по изучению особенностей теплового излучения различных природных объектов и создавалась экспериментальная база, была создана серия СВЧ-радиометров миллиметрового и сантиметрового диапазонов, имеющих рекордную для того времени чувствительность.
Анатолий Евгеньевич Башаринов был инициатором создания самолета — летающей радиофизической лаборатории на базе серийного самолета Ил-18. Вплоть до середины 1990-х годов на этом самолете проходили испытаний пассивных и активных радиосистем дистанционного зондирования, многие аналоги которых впоследствии были реализованы в космическом исполнении и установлены на ИСЗ. Результатом этих работ явился запуск в 1968 году спутника дистанционного зондирования Земли «Космос-243», опередившего запуск аналогичного американского спутника «Nimbus-5».
Результаты работы спутника опубликованы в монографии «Радиоизлучение Земли, как планеты» (1974).
А. Е. Башаринов принимал участие в международном сотрудничестве по линии Совета «Интеркосмос», был сопредседателем секции микроволновых исследований советско-американской группы «Исследования Земли из космоса», где налаживал связи с Годдардовским Центром космических полетов НАСА, Канзасским университетом, Массачусетским технологическим институтом и др.
До конца жизни Анатолий Евгеньевич работал профессором на кафедре Радиотехнических приборов (РТП) МЭИ, где под его руководством были созданы локационные радиосистемы дистанционного подповерхностного зондирования, проводились исследования состояния поверхности морских акваторий с борта самолета.
Скончался в Москве 19 ноября 1978 года. Похоронен на Введенском кладбище (уч. 23).
В 1983 году за разработку и внедрение СВЧ-радиометрического метода определения влажности почвы А. Е. Башаринову была посмертно присуждена Государственная премия СССР.

## Награды и звания
- За выдающиеся заслуги в изучении космического пространства А. Е. Башаринов был награждён орденами Ленина, Красной Звезды, Знак почета.
- Лауреат Государственной премии (посмертно в 1983 году).

## Память
В 2011 году в издательстве «Академия» выпущен учебник для ВУЗов «Локационные методы исследования объектов и сред» (авторы: А. И. Баскаков, Т. С. Жутяева, Ю. И. Лукашенко), посвящённый памяти профессора А. Е. Башаринова.